# مغازه شحاته
مغازهٔ شحاته (انگلیسی: Shehata's Shop) یک فیلم به کارگردانی خالد یوسف است که در سال ۲۰۰۹ منتشر شد. از بازیگران آن می‌توان به هیفا وهبی اشاره کرد.